# Ahmed Jalal
Ahmed Fadhul Jalal (født 31. januar 1998) er en bahrainsk håndboldspiller for Shabab og Bahrains håndboldlandshold.
Han repræsenterede Bahrain ved verdensmesterskabet i håndbold for mænd i 2019.
Han repræsenterede Bahrain ved sommer-OL 2020 i Tokyo, hvor hans hold blev elimineret i kvartfinalen.